# Анишкасы
Анишкасы́ (чув. Энӗшкасси) — деревня в Цивильском районе Чувашской Республики. Входит в состав Чиричкасинского сельского поселения.

## География
Деревня находится в северо-восточной части Чувашии, в пределах Чувашского плато, в зоне хвойно-широколиственных лесов, на левом берегу реки Аниш, к северу от автодороги М7, на расстоянии примерно 7 километров (по прямой) к востоку-юго-востоку от города Цивильска, административного центра района. Абсолютная высота — 159 метров над уровнем моря.

### Климат
Климат характеризуется как умеренно континентальный, с продолжительной морозной зимой и тёплым летом. Среднегодовая температура воздуха — 3 °С. Средняя температура воздуха самого тёплого месяца (июля) — 18,8 °C (абсолютный максимум — 38 °C); самого холодного (января) — −12,8 °C (абсолютный минимум — −46 °C). Безморозный период длится около 143 дней. Среднегодовое количество осадков составляет около 446 мм, из которых 70 % выпадает в тёплый период. Снежный покров образуется в середине ноября и держится в течение 150 дней.

### Часовой пояс
Деревня Анишкасы, как и вся Чувашия, находится в часовой зоне МСК (московское время). Смещение применяемого времени относительно UTC составляет +3:00.

## Население
| 2010 | 2012 |
| ---- | ---- |
| 118  | ↗123 |

### Половой состав
По данным Всероссийской переписи населения 2010 года в гендерной структуре населения мужчины составляли 48,3 %, женщины — соответственно 51,7 %.

### Национальный состав
Согласно результатам переписи 2002 года, в национальной структуре населения чуваши составляли 100 % из 129 чел.